# 夕方ジェネレーション
『夕方ジェネレーション』（ゆうがたジェネレーション）は、Base Ball Bearのインディーズミニアルバム。

## 概要
- Base Ball Bearのインディーズデビュー作品であり、結果としてインディーズ時代唯一のミニアルバムとなった。
- ジャケットに使用された写真は、小出自身が友人から一眼レフカメラを借りて撮影したもので、モデルは小出の後輩[1]。
- 本作には「YUME is VISION」が収録される予定であった。しかし、堀之内がアルバイト先で足に怪我を負ってしまい、バスドラムの連打が出来なくなってしまったため、代わりに連打の少ない「微熱ボーイ」と「SUNSET-KI・RE・I」の2曲が収録されることとなった。なお「YUME is VISION」は翌年にシングルとしてリリースされている。

## 収録曲
- 全作詞・作曲：小出祐介、全編曲：Base Ball Bear
- インディーズベストアルバム『完全版「バンドBについて」』収録（#1‐#7）

1. SAYONARA-NOSTALGIA
  - 映画『リンダ リンダ リンダ』挿入歌。
  - 小出が遊びで作ったラップが元となってできた楽曲[2]。
  - Base Ball Bear結成後最初に作られたMVが存在する。
    - 監督は遠藤主任[3]。
    - 当時東芝EMIのディレクターを務めていた加茂啓太郎が出演している[4]。
    - 撮影地は加茂の自宅や、渋谷周辺[3]。
    - メインで出演している女子高校生役2名と、加茂に美人局を仕掛けた男性役2名はすべてメンバー(小出・堀之内・湯浅)の同級生[3][4]。
2. つよがり少女
  - 漫画『BOYS BE…』がなければ完成しなかったという楽曲。
3. メタモルフォーゼ真っ最中
4. 微熱ボーイ
  - アマチュア時代の「ギターポッパー」という曲をリメイクした楽曲。
5. SUNSET-KI・RE・I
  - 大学の初日の行事後、電車に乗った小出が向かい側のホームを見たとき、ベンチに座るカップルを見て、夕日が落ちるまでに急いで書いた楽曲。
6. 夕方ジェネレーション
  - ドラムス・堀之内大介の両親が最も好きな楽曲として挙げている[5]。
  - 2022年現在もライブで高頻度で演奏される。
7. BOY MEETS GIRL
  - メロディーは鼻歌で作りきっており、コードを後付けしている。
  - 完成した際、小出は「解散ライブの最後の曲ができた」と語っている。